# Basílio Hexamilita
Basílio Hexamilita (em grego: Βασίλειος Ἑξαμιλίτης; romaniz.: Basíleios Hexamilítes; fl. 956) foi um líder militar bizantino que conseguiu obter uma grande vitória sobre a marinha de Tarso em 956.

## Vida

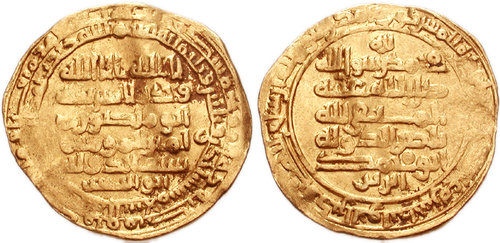
Dinar de ouro de Ceife Adaulá r.

Como o sobrenome indica, Basílio era originário de Hexamílio na Trácia Oriental. Em ca. 955, foi um patrício e o governador militar (estratego) do naval Tema Cibirreota. Teófanes Continuado relata que ele ainda era jovem, mas um comandante experiente e capaz. Desde o final do século IX, a frota do fronteiriço Emirado de Tarso na Cilícia havia sido uma grande ameaça para o Império Bizantino. Pelo tempo de Hexamilita, a cidade de Tarso estava sob controle do hamadânida emir de Alepo Ceife Adaulá (r. 945–967).
Apesar dos poucos navios a sua disposição, Hexamilita liderou sua frota contra os tarsenses, afundando muitos navios com fogo grego — podendo indicar que suas forças continham navios da frota imperial central — e infligiu muitas baixas e levou muitos prisioneiros. Segundo o historiador muçulmano ibne Alatir, essa ação ocorrida em setembro/outubro de 956 custou 1 800 tarsenses mortos. A vitória foi crucial para os bizantinos, como ela prejudicou a frota tarsense e abriu o caminho da expedição para recuperar Creta, liderada por Nicéforo Focas, em 960–961.